# الأطراف (الريس)

تعديل مصدري - تعديل

الأطراف محلة تابعة لقرية الريس، التابعة لعزلة حمير بمديرية مذيخرة إحدى مديريات محافظة إب في الجمهورية اليمنية، بلغ تعداد سكانها 52 حسب تعداد اليمن لعام 2004.